# The Truman Show
The Truman Show (bra: O Show de Truman - O Show da Vida; prt: The Truman Show - A Vida em Directo) é um filme norte-americano de comédia dramática de 1998, dirigido por Peter Weir e escrito por Andrew Niccol. Estrelado por Jim Carrey, mostra a vida de Truman Burbank, que vive numa realidade simulada transmitida 24 horas por dia para bilhões. Ao desconfiar da realidade, ele busca descobrir a verdade. Também atuam Laura Linney, Noah Emmerich, Natascha McElhone e Ed Harris.
O roteiro, escrito por Niccol em 1991, foi inspirado no episódio "Special Service" de Além da Imaginação. Inicialmente, era um thriller de ficção científica ambientado em Nova Iorque. Após ser comprado por Scott Rudin, o projeto foi apresentado à Paramount Pictures. Peter Weir dirigiu o filme, que foi gravado em Seaside, no Panhandle da Flórida, com orçamento de 60 milhões de dólares.
O filme foi sucesso de crítica e bilheteria, recebendo indicações ao Oscar, Globo de Ouro, BAFTA e Saturn Award. É visto como uma reflexão sobre o cristianismo, realidades simuladas, existencialismo e a ascensão dos reality shows.

## Enredo
Truman Burbank viveu toda sua vida, mesmo antes do nascimento, sob as câmeras do Show de Truman, sem saber disso. Sua vida é filmada por milhares de câmeras escondidas, transmitidas ao vivo para o mundo. A cidade de Truman, Seahaven, é um cenário dentro de um enorme domo, habitado por atores e equipe, onde o produtor executivo Christof controla todos os aspectos, até o clima. Para impedir que Truman descubra a verdade, Christof cria obstáculos, como “matar” seu pai numa tempestade para criar medo de água, divulgar perigos de viajar e transmitir programas que valorizam ficar em casa. Apesar do controle, Truman age de forma inesperada, apaixonando-se por Sylvia, uma figurante, ao invés de Meryl, a atriz que interpreta sua esposa. Sylvia é removida, mas Truman lembra dela e começa a imaginar uma vida ao seu lado. Ela faz parte da campanha "Liberte Truman" para libertá-lo do programa.
No aniversário de 30 anos do programa, Truman percebe sinais estranhos: um refletor cai do céu, ele ouve conversas da equipe na rádio do carro e seu pai, antes dado como morto, reaparece disfarçado. Truman começa a desconfiar que tudo gira em torno dele, com repetição diária de situações. O casamento com Meryl se deteriora, e ele tenta fugir, mas obstáculos como voos cancelados, trânsito e incêndio o prendem. Depois que Meryl é removida, Christof traz o pai de Truman de volta para mantê-lo, mas Truman se isola no porão. Numa noite, ele escapa por um túnel secreto, forçando Christof a suspender temporariamente a transmissão, o que gera entusiasmo entre os telespectadores, inclusive Sylvia.
Christof ordena uma busca em toda a cidade, que força a "ligar o sol" para otimizar a procura. Truman supera seu medo de água e veleja para longe no barco Santa María. Christof cria uma tempestade para tentar virar o barco, mas acaba cessando a tormenta diante da determinação de Truman. O barco chega ao fim do domo, com Truman encontrando uma escada e uma porta marcada “saída”. Christof tenta persuadi-lo a ficar, dizendo que o mundo real não é mais verdadeiro que o artificial. Após refletir, Truman diz seu bordão "Caso eu não os veja mais... bom dia, boa tarde e boa noite", se curva para o público e atravessa a porta rumo ao mundo real. Os telespectadores comemoram sua fuga, Sylvia vai ao seu encontro, e a emissora encerra o programa, com a audiência buscando novo conteúdo.

## Elenco
- Jim Carrey como Truman Burbank, escolhido dentre cinco gravidezes indesejadas e a primeira criança a ser legalmente adotada por uma corporação. Ele não sabe que sua vida está sendo diariamente transmitida 24 horas por dia para todo o mundo. Ele tem um emprego em uma companhia de seguros e uma adorável esposa, porém eventualmente percebe que seu ambiente não é o que parece. Robin Williams foi considerado para o papel, porém Weir escolheu Carrey depois de vê-lo em Ace Ventura: Pet Detective, porque a interpretação de Carrey o fez lembrar de Charlie Chaplin.[10] Carrey usou a oportunidade para se mostrar como ator dramático, ao invés de ficar marcado por papéis cômicos.[11] Carrey, que normalmente recebia 20 milhões de dólares por filme, concordou em fazer The Truman Show por 12 milhões.[12] Ele e Weir inicialmente tiveram dificuldades para trabalharem juntos (o contrato de Carrey lhe permitia exigir mudanças no roteiro), porém Weir ficou impressionado com as capacidades de improvisação do ator, e os dois ficaram mais interativos.[10] A cena onde Truman declara "este é o planeta Trumania, da galáxia Burbank" foi uma ideia de Carrey.[13]
- Laura Linney como Meryl/Hannah Gill, Hannah Gill interpreta a esposa de Truman, Meryl, uma enfermeira em um hospital. Já que o programa baseia-se em propagandas de produtos para obter lucro, Meryl regularmente mostra vários itens que ela recentemente "comprou", uma das muitas esquisitices que faz Truman questionar sua vida. Seu papel é essencialmente atuar como a esposa de Truman e ter um filho com ele, apesar de sua relutância para fazer ambas. Linney explica que "ela era uma atriz mirim que não teve sucesso, e agora é muito ambiciosa. Principalmente, ela está negociando seu contrato. Cada vez que dorme com Truman, ela consegue 10 000 dólares adicionais".[10] Linney estudou muito os catálogos da Sears da década de 1950 para desenvolver as poses de sua personagem.[14]
- Ed Harris como Christof, o criador do Show de Truman. Christof permanece integralmente dedicado ao programa, frequentemente supervisionando e dirigindo o programa pessoalmente (ao invés de através de ajudantes), no clímax/resolução do filme, ele fala com Truman pelo sistema de som revelando sua natureza verdadeira. Dennis Hopper foi originalmente contratado para o papel, porém deixou em abril de 1997 (durante as filmagens) devido a "diferenças criativas". Harris foi uma substituição de último minuto.[12] Vários atores recusaram o papel depois da saída de Hopper.[13] Harris teve a ideia de interpretar Christof como um corcunda, porém Weir não gostou da sugestão.[10]
- Noah Emmerich comoMarlon/Louis Coltrane, Louis Coltrane interpreta o melhor amigo de Truman desde sua infância. Marlon, que trabalha como vendedor para a companhia Goodies, promete à Truman que nunca mentirá para ele, apesar dos últimos eventos na vida de seu amigo. Emmerich disse, "Meu personagem está em muita dor. Ele se sente realmente culpado por enganar Truman. Ele teve um sério vício em drogas durante muitos anos. Saindo e entrando de várias reabilitações".[10]

## Produção
Andrew Niccol completou um tratamento de uma página intitulado The Malcolm Show em maio de 1991. O rascunho original tinha mais o tom de um thriller de ficção científica, com a história se passando em Nova Iorque. Disse: "Eu acho que todos perguntam sobre a autenticidade de suas vidas em certos pontos. É como quando as crianças perguntam se são adotadas". No outono de 1993, o produtor Scott Rudin comprou o roteiro por um pouco mais de um milhão de dólares e a Paramount Pictures concordou imediatamente em distribuir o filme. Parte do acordo envolvia Niccol tendo sua estreia na direção, apesar de a Paramount achar que o orçamento estimado de 80 milhões de dólares ser muito alto para ele – o estúdio queria um diretor renomado nos créditos, e acabaria pagando uma comissão extra para Niccol "deixar" o cargo. Brian De Palma estava em negociações para dirigir antes de deixar o projeto em março de 1994. Diretores considerados depois de Palma incluíam Tim Burton, Terry Gilliam, Barry Sonnenfeld e Steven Spielberg, antes de Peter Weir ser escolhido em 1995, após recomendação de Niccol.
A Paramount estava cuidadosa sobre The Truman Show, que foi chamado de "o filme de arte mais caro já feito" devido ao seu orçamento de US$ 60 milhões. Eles queriam que o filme fosse mais engraçado e menos dramático. Weir compartilhava essa visão, achando que o roteiro de Niccol era muito sombrio: "onde ele [Niccol] fez depressivo, eu poderia fazer uma luz. Eu poderia convencer o público que eles poderiam assistir a esse programa 24 horas por dia, sete dias por semana". Niccol escreveu dezesseis rascunhos antes de Weir considerar o roteiro pronto para as filmagens. Mais tarde em 1995, Jim Carrey assinou para estrelar o filme, porém devido a comprometimentos com os filmes The Cable Guy e Liar Liar, não estaria disponível para filmar até o ano seguinte. Weir achou que Carrey era perfeito para o papel e escolheu esperar um ano ao invés de contratar outro ator. Niccol reescreveu o roteiro doze vezes, enquanto Weir criava um livro ficcional sobre a história do programa. Ele criou passados para os personagens e encorajou os atores a fazerem o mesmo.

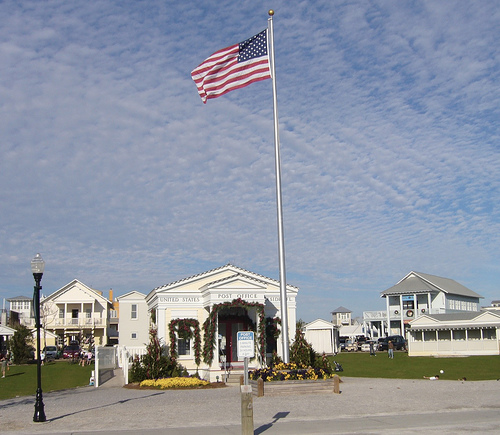
Seaside, na Flórida, serviu como locação para a cidade de Seahaven

Weir procurou locações no oeste da Flórida, porém não ficou satisfeito com as paisagens. Os estúdios da Universal Studios estavam reservados para abrigar a história em Seahaven antes da esposa de Weir ter lhe mostrado Seaside, na Flórida, uma comunidade planejada localizada no Panhandle do estado. Escritórios de pré-produção foram instantaneamente abertos em Seaside, onde a maior parte das filmagens ocorreriam. Outras cenas foram filmadas nos estúdios da Paramount em Los Angeles, Califórnia. As pinturas de Norman Rockwell em cartões postais da década de 1960 serviram como inspiração para o desenho de produção do filme. Weir, o diretor de fotografia Peter Biziou e o diretor de arte Dennis Gassner pesquisaram técnicas de vigilância para construir certos planos.
Weir viu The Truman Show como uma chance de usar uma técnica do cinema mudo há muito tempo abandonada: vinhetar as bordas do quadro para enfatizar o centro. O visual geral foi influenciado por imagens de televisão, particularmente comerciais: muitas tomadas têm os personagens se inclinando em direção as lentes da câmera com os olhos bem abertos, e os interiores eram muito iluminados, porque Weir queria lembrar o público de que "neste mundo, tudo estava à venda". Aqueles envolvidos nos trabalhos de efeitos visuais acharam que o filme era um pouco difícil de se fazer, já que 1997 era o ano em que muitas companhias de efeitos visuais estavam tentando se converter para imagens geradas por computador. Computação gráfica foi usada para adicionar andares a mais em alguns dos prédios maiores no centro da cidade. Craig Barron, um dos supervisores de efeitos, disse que esses modelos digitais não precisavam parecer tão detalhados quanto normalmente deveriam em um filme devido ao visual artificial de toda a cidade, apesar deles terem imitado pequenas imperfeições encontradas em prédios verdadeiros.

## Trilha sonora
A trilha sonora de The Truman Show foi composta por Burkhard Dallwitz. Dallwitz foi contratado depois de Peter Weir ter recebido uma fita com seu trabalho enquanto estava na Austrália para a pós-produção. Algumas partes da trilha sonora foram compostas por Philip Glass, incluindo quatro peças que apareceram em seus trabalhos anteriores (Powaqqatsi, Anima Mundi e Mishima: A Life in Four Chapters, o movimento de abertura do último aparece no final do filme e no início dos créditos finais). Glass também aparece rapidamente no filme como um dos artistas musicais do estúdio. Tanto Dallwitz como Glass venceram o Golden Globe Award de Melhor Trilha Sonora Original.
Além da trilha de Dallwitz e Glass, também estão no filme "Romance-Larghetto", de Frédéric Chopin, de seu primeiro concerto para piano, tocado por Arthur Rubinstein; "Rondo Alla Turca", de Wolfgang Amadeus Mozart, de sua sonata para piano n.º 11, tocado por Wilhelm Kempff; "Father Kolbe's Preaching", de Wojciech Kilar, tocada pela Orquestra Filarmônica Nacional da Polônia; e "20th Century Boy", da banda The Big Six.

## Temas

### Mídia
"Esse foi um filme perigoso de se fazer porque não poderia acontecer. Quão irônico."

—Peter Weir sobre The Truman Show prevendo a ascensão dos reality shows.
Em 2008, a revista norte-americana Popular Mechanics nomeou The Truman Show como um dos dez mais proféticos filmes de ficção científica. O jornalista Erik Sofge discute que a história reflete a falsidade dos reality shows. "Truman simplesmente vive, e a popularidade do programa é um voyeurismo direto. E, como Big Brother, Survivor e qualquer outro reality show no ar, nada de seu ambiente é real". Ele considerou uma estranha coincidência que o Big Brother teve sua estreia um ano após o lançamento do filme; ele também comparou The Truman Show com o programa The Joe Schmo Show: "Diferentemente de Truman, Matt Gould podia ver as câmeras, porém todos os outros competidores eram atores contratados, interpretando os papéis de vários estereótipos dos reality shows. Enquanto Matt eventualmente conseguiu todos os prêmios na disputa fraudada, a piada recorrente central do programa era a mesma estimativa existencial de The Truman Show". Weir declarou, "Sempre existiu essa pergunta: o público está ficando mais burro? Ou nós os cineastas o estamos padronizando? É isso que eles querem? Ou é o que estamos dando a eles? Porém o público foi ao meu filme em grande número. E isso tem de ser encorajador".
Ronald Bishop, do Sage Journals Online, achou que The Truman Show mostrou o poder da mídia – a vida de Truman inspira espectadores ao redor do mundo, o que significa que suas vidas acabam sendo controladas pela dele. Bishop comentou: "No final, o poder da mídia é afirmado ao invés de desafiado. No espírito do conceito de hegemonia de Antonio Gramsci, esses filmes e programas de televisão cooptam nosso encantamento (e desencantamento) com a mídia e nos vendem de volta".
Simone Knox, em sua dissertação "Reading The Truman Show inside out", discute que o próprio filme tenta "borrar" a perspectiva objetiva, e analisa o programa dentro do filme, inclusive criando uma planta baixa sobre os ângulos de câmera na primeira cena.

### Interpretação psicológica
Uma dissertação publicada no International Journal of Psychoanalysis analisa Truman como:
| “ | [Um] adolescente prototípico no começo do filme. Ele se sente preso em um mundo familiar e social que ele tenta se conformar enquanto não consegue se identificar totalmente, acreditando não ter outra escolha (que não através da fantasia de fugir para uma ilha distante). Eventualmente, Truman adquire conscientização o suficiente de sua condição para "sair de casa" – desenvolvendo uma identidade mais madura e autentica como homem, deixando seu ser criança para trás e se tornando um verdadeiro homem. | ” |

### Analogias religiosas e literárias
Benson Y. Parkinson, da Association for Mormon Letters, nota que Christof representa Jesus como um "off-Christ" ("fora-Cristo", de "Christ-off") ou Anticristo, comparando os produtores megalomaníacos de Hollywood com Lúcifer. A conversa entre Truman e Marlon na ponte foi comparada a de Moisés com Deus na Bíblia.
Em C.S. Lewis & Narnia for Dummies, de Richard Wagner, Christof é comparado a Screwtape, o personagem epônimo do livro The Screwtape Letters, de C. S. Lewis. Nesse exemplo, Christof manipula Truman para seus próprios fins pessoais, como Screwtape instrui seu sobrinho Wormwood para manipular seu paciente. Screwtape instrui Wormwood que ele "devia guardá-lo como se fosse algo precioso". Similarmente, alguns dos trabalhadores na sala de controle usam uma camiseta que diz "ame-o, proteja-o". Finalmente, tanto Truman como o paciente deixam o mundo: Truman ao atravessar a porta e o paciente ao morrer. Screwtape descreve a ação no livro dizendo, "Ele atravessou tão facilmente. Absoluto, libertação instantânea".
Paralelos podem ser traçados com o livro Utopia, de Thomas More, onde More descreve uma ilha com apenas uma entrada e uma saída. Apenas aqueles que pertencem a ilha sabem como navegar através das traiçoeiras aberturas em segurança. Essa situação é similar a The Truman Show, porque há um número limitado de entradas no mundo que Truman conhece. Truman não pertence a essa utopia em que foi implantado, e um trauma de infância o deixou com medo da possibilidade de algum dia deixar a pequena comunidade. Modelos utópicos do passado tendiam a ser cheios de indivíduos de mesma opinião que tinham muito em comum, comparáveis a Utopia e More e grupos da vida real como os Shakers e a Comunidade de Oneida. É claro que as pessoas no mundo de Truman possuem a mentalidade única de mantê-lo alheio a realidade. A aparência suburbana de "cerca de piquete" dos cenários do programa são reminiscentes do "Sonho Americano" da década de 1950. O conceito do "Sonho Americano" no mundo de Truman serve para deixá-lo feliz e ignorante.

## Repercussão

### Lançamento
A data de lançamento original de The Truman Show era 8 de agosto de 1998, porém a Paramount Pictures considerou adiá-lo até o Natal. A NBC comprou os direitos de exibição do filme na televisão em dezembro de 1997, por volta de oito meses antes do lançamento nos cinemas. O filme estreou nos Estados Unidos em 5 de junho de 1998, arrecadando 31 542 121 dólares em seu primeiro fim de semana. Se tornou um sucesso comercial, arrecadando 125 618 201 dólares na América do Norte e 138 500 000 dólares no resto do mundo, para um total mundial de 264 118 201 dólares. The Truman Show foi o 11º filme em arrecadação de 1998.
The Truman Show foi aclamado pela crítica especializada. Baseado em 99 resenhas coletadas pelo site americano Rotten Tomatoes, o filme possui um índice de aprovação de 95 por cento. O consenso é o de que é "um filme engraçado e instigante. The Truman Show é ainda mais notável por sua visão incrivelmente profética de uma cultura de celebridades e de uma nação com uma sede insaciável de detalhes privados de vidas ordinárias". Por comparação, no agregador Metacritic, baseado em 30 resenhas, o filme possui um indíce de 90/100, indicando "aclamação universal". Roger Ebert, comparando o filme a Forrest Gump, achou que The Truman Show tinha o equilíbrio correto entre comédia e drama. Ebert também ficou impressionado com a interpretação de Jim Carrey. Kenneth Turan do Los Angeles Times escreveu que "The Truman Show é emocionalmente envolvente sem perder a habilidade de levantar intrigantes questões satíricas como também numerosas risadas. Um raro filme que é perturbador apesar de funcionar lindamente dentro das normas padrões da indústria". Posteriormente, Turan iria elegê-lo como o melhor filme de 1998.
James Berardinelli gostou da abordagem do filme de "não ser o sucesso de verão casual com efeitos especiais", gostando da interpretação "[carismática], discreta e eficaz" de Carrey, comparando-o a Tom Hanks e James Stewart. Jonathan Rosenbaum, do Chicago Reader, escreveu: "Inegavelmente provocante e razoavelmente divertido, The Truman Show é um daqueles filmes de alto conceito cujo conceito é tanto inteligente quanto estúpido". Escrevendo para o Film Threat, Tom Meek disse que o filme não era muito engraçado, porém, mesmo assim, ele achou "algo gratificante em seu comportamento peculiar".

### Prêmios
No Oscar 1999, The Truman Show foi indicado em três categorias, mas não venceu nenhuma. Peter Weir recebeu uma indicação para "Melhor Diretor", enquanto Ed Harris foi indicado para "Melhor Ator Coadjuvante" e Andrew Niccol para "Melhor Roteiro Original". Muitos acreditaram que Jim Carrey iria receber uma indicação a Melhor Ator, porém isso não ocorreu. Em contraste, o filme foi um sucesso no Golden Globe Awards. Carrey ("Melhor Ator de Drama"), Harris ("Melhor Ator Coadjuvante") e Burkhard Dallwitz e Philip Glass ("Melhor Trilha Sonora Original") venceram em suas respectivas categorias. The Truman Show também foi indicado para "Melhor Filme de Drama", Weir para "Melhor Diretor" e Niccol para "Melhor Roteiro".
No BAFTA, Weir ("Melhor Diretor"), Niccol ("Melhor Roteiro Original") e Dennis Gassner ("Melhor Desenho de Produção") venceram prêmios. Além disso, o filme ainda foi indicado para as categorias "Melhor Filme" e "Melhores Efeitos Visuais", enquanto Harris e Peter Biziou foram indicados para "Melhor Ator Coadjuvante" e "Melhor Fotografia", respectivamente. The Truman Show também foi bem no Saturn Award, vencendo os prêmios de "Melhor Filme de Fantasia" e "Melhor Roteiro" (para Niccol). Carrey ("Melhor Ator"), Harris ("Melhor Ator Coadjuvante") e Weir ("Melhor Direção") também foram indicados. Por fim, venceu o Prêmio Hugo de Melhor Apresentação Dramática.

## "A Delusão do Show de Truman"
Joel Gold, um psiquiatra do Bellevue Hospital Center, revelou, em 2008, que ele encontrou cinco pacientes com esquizofrenia (e soube de outros doze) que acreditavam que suas vidas eram um reality show. Gold chamou a síndrome de "A Delusão do Show de Truman", em homenagem ao filme, e atribuiu a delusão a um mundo que "ficou faminto por publicidade". Gold disse que alguns pacientes estavam felizes com sua doença, enquanto "outros estavam atormentados. Um deles viajou até Nova Iorque para verificar se o World Trade Center tinha realmente caído, acreditando que o 11 de setembro era um elaborado enredo em sua linha de história pessoal. Outro escalou a Estátua da Liberdade, acreditando que ele iria reencontrar sua namorada de escola no topo e ser libertado do programa".
Em agosto de 2008, o British Journal of Psychiatry relatou casos similares no Reino Unido. A delusão foi informalmente chamada de a "Síndrome de Truman" de acordo com uma história de 2008. Ao saber sobre a condição, Niccol afirmou: "Você sabe que chegou lá quando tem uma doença nomeada em sua homenagem".